# Tortula bushii
Tortula bushii là một loài Rêu trong họ Pottiaceae. Loài này được (Cardot & Thér.) Steere miêu tả khoa học đầu tiên năm 1940.